# Killing the Dragon
Killing the Dragon – dziewiąty studyjny album grupy Dio,wydany 21 maja 2002 nakładem Spitfire Records.
Utwór "Push", pochodzący z tego albumu stał się hitem i został do niego nagrany teledysk z gościnnym udziałem zespołu Tenacious D. Na początku teledysku Tenacious D wykonuje komiczną przeróbkę jednego z największych przebojów Jamesa Dio z czasów gdy śpiewał on w Black Sabbath, "Heaven and Hell". Dio podchodzi do nich mówiąc że zapłaciłby im, gdyby grali muzykę Tenacious D. Podczas kręcenia tego klipu, Ronnie James Dio zaprzyjaźnił się z frontmanem Tenacious D, Jackem Blackiem, który opowiedział Ronniemu o planie nagrania filmu, w którym miałby wziąć udział Dio. Wynikiem tej kooperacji jest występ Jamesa Dio w filmie Kostka przeznaczenia.

## Lista utworów
1. "Killing the Dragon" – 4:25
2. "Along Comes a Spider" – 3:32
3. "Scream" – 5:02
4. "Better in the Dark" – 3:43
5. "Rock & Roll" – 6:11
6. "Push" – 4:08
7. "Guilty" – 4:25
8. "Throw Away Children" – 5:35
9. "Before the Fall" – 3:48
10. "Cold Feet" – 4:11

## Twórcy
- Ronnie James Dio – śpiew
- Doug Aldrich – gitara
- Jimmy Bain – gitara basowa, keyboard
- Simon Wright – perkusja

- Scott Warren – keyboard w utworze "Before the Fall"
- King Harbour Children's Choir — refren w utworze "Throw Away Children"